# قرار مجلس الأمن التابع للأمم المتحدة رقم 401
قرار مجلس الأمن التابع للأمم المتحدة رقم 401، المعتمد في 14 ديسمبر 1976، وأشار إلى تقرير الأمين العام أنه بسبب الظروف الحالية، فإن وجود قوة الأمم المتحدة لحفظ السلام في قبرص سيظل ضروريًا للتسوية السلمية. وأعرب المجلس عن قلقه بشأن الإجراءات التي يمكن أن تزيد التوترات، وطلب من الأمين العام تقديم تقرير مرة أخرى قبل 30 أبريل 1977 لمتابعة تنفيذ القرار.
وأكد المجلس من جديد قراراته السابقة، بما في ذلك القرار 365 (1974)، وأعرب عن قلقه إزاء الوضع، وحث الأطراف المعنية على العمل معاً من أجل السلام ومدد مرة أخرى ولاية القوة في قبرص، التي أنشئت في القرار 186 (1964) حتى 15 يونيو 1977.
اعتمد القرار بأغلبية 13 صوتاً؛ لم تشارك بنين والصين في التصويت.